# Lienen

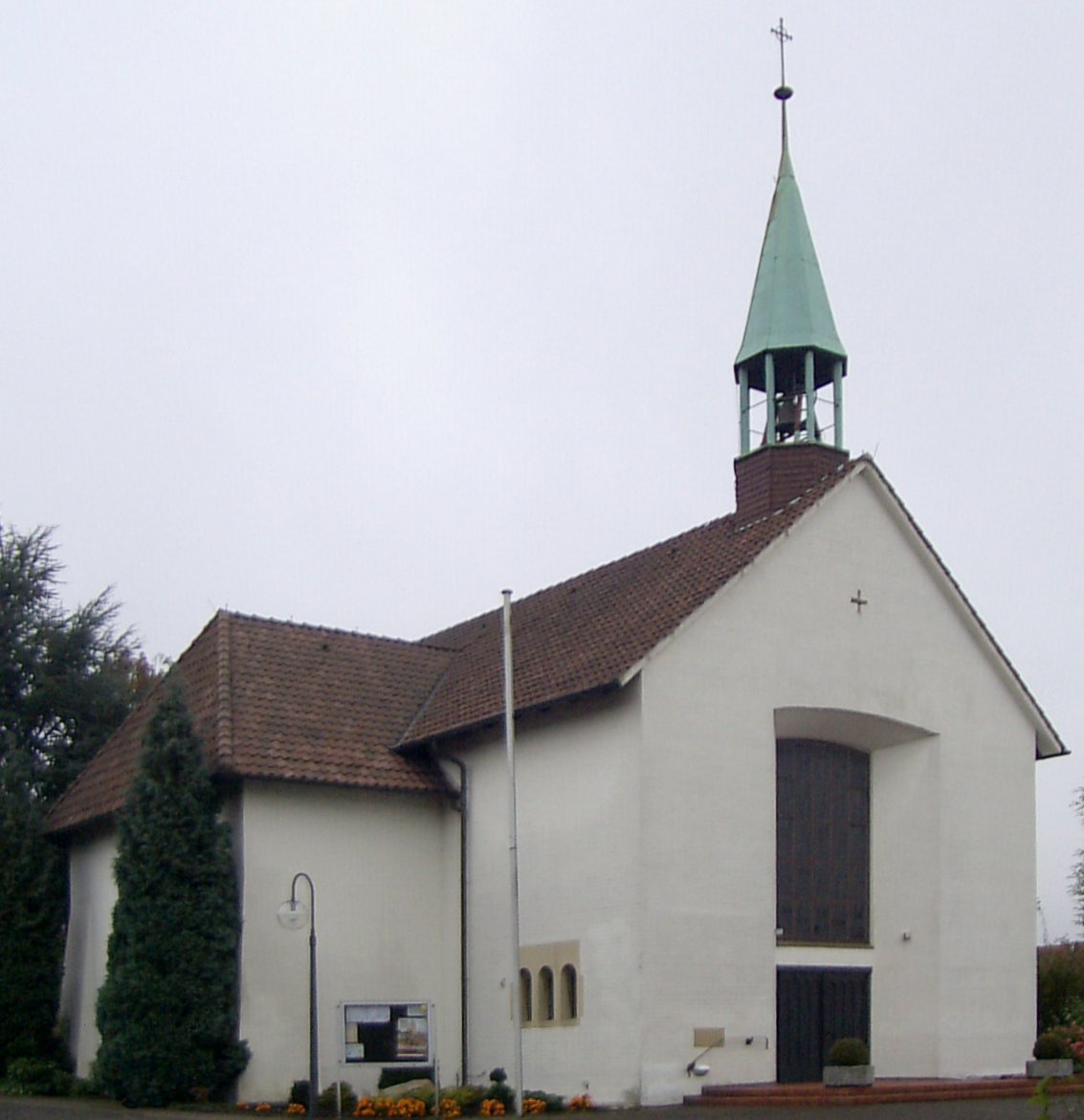
Igreja Catótlica em Lienen, construída em 1952/1953

Lienen é um município da Alemanha localizado no distrito de Steinfurt, região administrativa de Münster, estado de Renânia do Norte-Vestfália.
Está localizada aproximadamente 15 km a sudeste de Osnabrück e 30 km a nordeste Münster.